# Gero al II-lea al Saxoniei răsăritene
Gero al II-lea (n. cca. 975 – d. 1 septembrie 1015, Krosno Odrzańskie) a fost margraf de Ostmark de la 993 până la moarte.
Gero era fiul mai mare al margrafului Thietmar de Meissen cu Schwanehilda (Suanhila), fiică a ducelui Herman de Saxonia, din familia Billungilor. El a succedat probabilului său unchi, Odo I, ca margraf de Ostmark, incluzând Marca de Luzacia, din 993.
Gero fusese numit conte de Hassegau din 992, cu numai un an înainte de a deveni margraf. El a murit în teritoriul pe care îl stăpânea în cadrul unei bătălii cu armate polonă a lui Boleslau I al Poloniei în comitatul Diadesi și a fost înmormântat în mănăstirea familială de Nienburg.
Gero a fost căsătorit cu Adelida (Athelheida), cu care a avut un fiu, Thietmar, care i-a succedat în Saxonia de Răsărit.